# Ropostrum
Ropostrum es un género de foraminífero bentónico de la familia Telamminidae, de la superfamilia Psammosphaeridae, del suborden Saccamminina y del orden Astrorhizida. Su especie tipo es Ropostrum amuletum. Su rango cronoestratigráfico abarca el Holoceno.

## Discusión
Clasificaciones previas incluían Ropostrum en la superfamilia Hormosinoidea, así como en el suborden Textulariina del orden Textulariida, o bien en el orden Lituolida.

## Clasificación
Ropostrum incluye a las siguientes especies:
- Ropostrum amuletum